# 枕流王
枕流王（ちんりゅうおう、生年不詳 - 385年）は、百済の第15代の王（在位:384年 - 385年）であり、先代の近仇首王の嫡子。母は阿尓夫人。384年4月に先王が死去し、王位についた。『日本書紀』では枕流（とむる）と読まれた。諱・諡は伝わっていない。子に阿莘王。

## 治世
東晋と結んで高句麗に対抗しようとする基本外交姿勢を継承し、即位年の384年7月にも東晋への朝貢を行っている。また、同年9月には東晋から胡僧の摩羅難陀を迎えた。百済の仏教はこのときから始まるとされる。385年2月、漢山（京畿道広州市）に仏寺を開き、僧10人を得度させた。
385年11月に在位2年にして死去した。